# Bas-Lieu
Bas-Lieu ist eine Gemeinde im Norden Frankreichs. Sie gehört zur Region Hauts-de-France, zum Département Nord, zum Arrondissement Avesnes-sur-Helpe und zum Kanton Fourmies (bis 2015 Avesnes-sur-Helpe). Sie grenzt im Nordwesten an Saint-Aubin (Berührungspunkt), im Norden an Dourlers und Semousies, im Osten an Beugnies, im Südosten an Flaumont-Waudrechies, im Südwesten an Avesnes-sur-Helpe und im Westen an Saint-Hilaire-sur-Helpe. Das Siedlungsgebiet liegt auf 180 Metern über Meereshöhe. Die Bewohner nennen sich Baslieusards oder Baslieusardes.
Die Route nationale 2 führt über Bas-Lieu.

## Bevölkerungsentwicklung
| Jahr      | 1962 | 1968 | 1975 | 1982 | 1990 | 1999 | 2008 | 2013 |
| --------- | ---- | ---- | ---- | ---- | ---- | ---- | ---- | ---- |
| Einwohner | 421  | 372  | 355  | 357  | 349  | 366  | 317  | 347  |